# Jonas Wandschneider
Jonas Wandschneider (født 9. juli 1991) er en dansk børneskuespiller. Han har medvirket i filmen Vikaren (instrueret af Ole Bornedal), samt i en del episoder i Anna Pihl (2. og 3. sæson). Jonas Wandschneider medvirker i en spillefilm ved navn Vølvens forbandelse, der havde premiere d. 27. marts 2009. I filmen Parterapi spiller han håndværker og Bittens (Georgia Katerina Potsos) kæreste Michael. Han medvirker også i kortfilms-serien Outsider hvor han spiller teenagedrengen Sebastian, som falder ned fra en pæl og brækker ryggen.